# Jozef Hajdák
Jozef Hajdák (* 8. března 1949) byl slovenský politik za KDH, po sametové revoluci československý poslanec Sněmovny národů Federálního shromáždění.

## Biografie
Ve volbách roku 1992 byl za KDH zvolen do slovenské části Sněmovny národů. Ve Federálním shromáždění setrval do zániku Československa v prosinci 1992.